# Myeik
Myeik är en stad i Myanmar. Den ligger i Tanintharyiregionen, i den södra delen av landet, 900 km söder om huvudstaden Naypyidaw. Myeik ligger 15 meter över havet och folkmängden uppick till cirka 115 000 invånare vid folkräkningen 2014.

## Geografi
Terrängen runt Myeik är huvudsakligen platt, men åt nordväst är den kuperad. Havet är nära Myeik åt nordväst. Runt Myeik är det ganska tätbefolkat, med 83 invånare per kvadratkilometer. Trakten runt Myeik består huvudsakligen av våtmarker.

## Klimat
Klimatet i området är tempererat. Årsmedeltemperaturen i trakten är 22 °C. Den varmaste månaden är mars, då medeltemperaturen är 26 °C, och den kallaste är augusti, med 10 °C. Genomsnittlig årsnederbörd är 3 149 millimeter. Den regnigaste månaden är juni, med i genomsnitt 599 mm nederbörd, och den torraste är december, med 6 mm nederbörd.